# Вінтріх
Вінтріх (нім. Wintrich) — громада в Німеччині, розташована в землі Рейнланд-Пфальц. Входить до складу району Бернкастель-Віттліх. Складова частина об'єднання громад Бернкастель-Кюс.
Площа — 17,59 км2. Населення становить 871 ос. (станом на 31 грудня 2020).